# Circolare 300
La Circolare 300 contiene complementi e varianti alle circolari 200 e 800.

## Estremi della circolare
| Autorità emittente        | Ministero della Guerra Comando del Corpo di Stato Maggiore - Ufficio Operazioni                                                                           |
| Luogo di emissione e data | Roma, 21 gennaio 1932 |
| Protocollo                | Prot. N. 300 |
| Allegati                  | 1 |
| Oggetto                   | Aggiunte e varianti agli allegati alle circolari del Comando del Corpo di Stato Maggiore nº 200 in data 6 gennaio 1931 e nº 800 in data 5 marzo 1931 - IX |
| Firma                     | Il Generale Addetto E. MONTI |

## Sintesi del documento
La Circolare 300 è costituita da un foglio con cui si approva un allegato compilato dall'Ispettorato dell'Arma del Genio.

### Circolare 300 - Aggiunte e varianti agli allegati alle circolari del Comando del Corpo di Stato Maggiore n° 200 in data 6 gennaio 1931 e n° 800 in data 5 marzo 1931 - IX
«Si approva l'annesso foglio di aggiunte e varianti agli allegati alle circolari del Comando del Corpo di Stato Maggiore n° 200 in data 6 gennaio 1931 e n° 800 in data 5 marzo 1931 - IX, compilato dall'Ispettorato dell'Arma del Genio.

D'ordine

Il Generale Addetto

E. MONTI»

### Allegato
L'allegato ha come titolo l'oggetto della circolare e comprende i seguenti punti:

#### 1° - Criteri di massima per la scelta del tipo di opere
Possibilmente conviene ricavare l'opera in caverna, perché la roccia di ottima qualità presenta vantaggi rispetto al calcestruzzo.

Di norma vanno considerati buoni terreni per caverne attive le sole rocce compatte eruttive (basalto, granito, porfido, ecc.) e le migliori rocce di media compattezza (calcaree e dolomitiche); occorre inoltre accertarsi che non vi siano discontinuità trasversali nella massa rocciosa.

In caso contrario si dovrà considerare se sia conveniente costruire le postazioni totalmente in calcestruzzo, eseguendo uno scavo parallelepipedo di dimensioni tanto maggiori quanto minore è la resistenza della roccia, e mascherando il blocco di calcestruzzo in modo da riprendere completamente la forma del terreno.

Per i ricoveri sarà invece sempre possibile affondarsi quanto occorre nel terreno per raggiungere la protezione voluta e perciò si dovrà abbassare il ricovero rispetto alle postazioni cercando di ottenere la protezione necessaria con roccia o terra.

Di massima per ottenere la resistenza ai grossi calibri occorre una massa coprente di:
- 3 m di calcestruzzo con sottostante strato di putrelle a doppio T da 30 cm, oppure:
- da 5 a 6 m di ottima roccia (basalto, granito, porfido, ecc.), oppure:
- da 10 a 12 m di roccia di media compattezza (calcarea e dolomitica), oppure:
- da 15 a 18 m di terreno semi-roccioso (arenarie) oppure:
- oltre 20 m di terra comune.

#### 2° - Mascheramento delle opere
Il mascheramento delle opere di difesa deve tendere a ripristinare nelle sue condizioni primitive il terreno. Esso costituisce la veste architettonica delle opere di ingegneria militare e deve quindi essere curato e studiato come nelle costruzioni civili si cura la parte architettonica.

Per ottenere un buon mascheramento si dovrà:
- esaminare già in sede di progetto i provvedimenti da attuarsi;
- evitare che i lavori di difesa possano essere visti durante l'esecuzione;
- conservare, per quanto possibile, lo strato terroso o roccioso esterno che si è dovuto rimuovere;
- ricorrere, se del caso, alla costruzione di rocce artificiali riproducenti quelle naturali esistenti nelle vicinanze;
- usare mascheramenti campali solo quando non è possibile usare quelli permanenti;
- considerare il mascheramento come definitivo, quindi esente da particolari manutenzioni;
- dare forma irregolare ai profili delle opere, alle svasature delle feritoie e agli ingressi dei centri;
- tenere presenti che i profili regolari delle opere esemplificate nelle circolari 200 e 800 servono solo per indicare la dimensione delle masse coprenti; al termine dei lavori la regolarità delle forme deve sparire mediante il mascheramento.

#### 3° - Impiego dei ferri a doppio T e loro disposizione a copertura dei locali e delle casematte per mitragliatrici
Nelle costruzioni effettuate nella stagione lavorativa 1930-31 si sono impiegati ferri a doppio T del nº 20 su due strati, solo per esaurire le provviste già eseguite da alcuni uffici fortificazioni. Nelle nuove opere in progetto o da costruire dovranno essere impiegati ferri a doppio T del tipo NP 30 su di un solo strato a perfetto contatto, con un robusto collegamento fra loro mediante tondini trasversali ed un largo appoggio.

Nei ricoveri e nei cunicoli i ferri saranno disposti in senso normale al lato lungo.

Nelle postazioni per mitragliatrici è preferibile porre i ferri nel senso del maggior lato per dare appoggio alla piastra metallica a rinforzo della feritoia e per ridurre il numero dei ferri stessi.

Quando non è necessario sfruttare tutto il settore di tiro permesso dalla suddetta piastra, è possibile utilizzarla con settori inferiori, dando alla feritoia una svasatura corrispondente al settore da battere.

#### 4° - Mezzi per impedire ai carri armati di intercettare il settore di tiro delle mitragliatrici
Nei terreni dove è possibile l'impiego dei carri armati, è da prevedersi che questi possano intercettare il settore di tiro delle mitragliatrici addossandosi alle feritoie.

Le difese che più si prestano allo scopo sono quelle costituite da:
- blocchi di calcestruzzo a scacchiera, cilindrici, del diametro di 70 cm, alti 75 cm da terra, distanti da 1,80 a 2 m; oppure sagomati, di altezza da 0,40 a 0,80 m, larghi 0,60 m e lunghi da 1,70 a 2 m;
- piani inclinati con pendenza non inferiore al 20% rivestiti con lamiera ingrassata e con ferri zorés;
- fossi semplici, con o senza controscarpa contro il nemico rivestita, profondi da 1,30 a 1,50 m e larghi da 2 a 3 m;
- sbarramenti di pali orizzontali su terreno inclinato.

Dette difese dovranno essere disposte nelle immediate vicinanze delle casematte nel breve tratto di terreno che precede il settore battuto dalle mitragliatrici ed in modo da evitare l'aggiramento delle difese.

#### 5° - Casamatta metallica fissa resistente ai grossi calibri, per mitragliatrici, in un unico pezzo superiore comprendente la casamatta propriamente detta ed uno inferiore costituente il pozzo d'accesso; entrambi i pezzi sono d'acciaio fuso
La casamatta metallica suddetta permette di soddisfare particolari esigenze dei lavori di fortificazione soprattutto in terreni a lieve ondulazione nei quali non è facile l'occultamento ed il mascheramento di opere di calcestruzzo emergenti per qualche metro dal suolo e quando si renda necessario dare alla mitragliatrice un settore orizzontale di tiro tale che la sua normale feritoia in caverna od in calcestruzzo possa riuscire facilmente imboccabile da artiglierie avversarie poste a breve distanza.

Essa presenta le seguenti caratteristiche:
- feritoia di soli 14x17 cm;
- dimensioni interne massime di 1,10x1,55 m;
- dimensioni esterne massime di 1,60x2,05 m;
- massima difficoltà d'imbocco della feritoia;
- forma trapezoidale arrotondata;
- casamatta propriamente detta costituita da un unico elemento, che nel progetto particolareggiato è stato aumentato da 16.000 a 20.000 kg circa, per dare maggior spazio interno al personale e nella considerazione che detto aumento di peso avvantaggia la sua resistenza senza aumentare in modo sensibile le difficoltà di trasporto e posa in opera;
- supporto per mitragliatrice speciale con perno di rotazione in volata;
- settore orizzontale di tiro di 60° e verticale di 30° (da +15° a -15°);
- spessore di 30 cm nella parte anteriore, di 25 cm nei fianchi e di 20 cm nella parte posteriore;
- sopraelevazione della casamatta di 80 cm sul piano orizzontale passante per la bocca della mitragliatrice;

Il costo della casamatta metallica si aggira sulle 50.000 lire e la spesa per un centro di resistenza in caverna con due casematte metalliche resistenti a tutti i calibri e ricovero in caverna sia aggira sulle 300-350.000 lire circa. 

#### 6° - Casamatta metallica fissa resistente ai grossi calibri per mitragliatrice suddivisa in pezzi
Allo scopo di permettere che la casamatta metallica per mitragliatrice resistente ai grossi calibri possa essere posta in opera anche in località di alta montagna dove è impossibile trasportare pesi rilevanti a causa della deficienza di strade, è stata studiata la divisione in pezzi del peso massimo di 5500 kg circa, collegati in modo da non diminuire la resistenza dei singoli pezzi della casamatta nonostante la sua costituzione in elementi.

Nello studio di opere di fortificazione deve però essere tenuto presente che la casamatta da mettersi normalmente in opera è quella costituita da un solo pezzo (descritta al n. 5°) perché dà maggiori garanzie di resistenza e che alla casamatta suddivisa in pezzi si dovrà ricorrere soltanto nei casi in cui si ha assoluta impossibilità di trasporto della casamatta intera.

#### 7° - Torretta metallica fissa resistente ai medi calibri
Per la difesa vicina degli sbarramenti stradali di cui alla circolare 800, è stata studiata, in sostituzione della torretta girevole, una torretta fissa di acciaio fuso resistente ai medi calibri, suddivisa in due elementi. Essa ha la possibilità di battere l'intero orizzonte, essendo munita di quattro feritoie aventi ciascuna un settore di 100°.

Può contenere almeno due tiratori che possono far fuoco contemporaneamente con due mitragliatrici contrapposte senza disturbarsi. È inoltre possibile tenere tutte le mitragliatrici costantemente in posizione e far passare da una mitragliatrice all'altra i due tiratori, oppure togliere in pochi secondi un mitragliatrice da una feritoia e metterla in posizione, altrettanto rapidamente, in qualsiasi altra.

Le caratteristiche principali della torretta sono le seguenti:
- diametro esterno 2,10 m e interno 1,80 m;
- spessore massimo (0,20 m) nel settore di tiro principale e minimo (0,10 m) nel settore di tiro opposto;
- sopraelevazione della torretta sul piano orizzontale passante per la bocca della mitragliatrice 0,65 m;
- massima facilità di impiego della mitragliatrice perché il supporto non presenta nessuna differenza da quello normale a treppiede;
- peso dell'elemento superiore circa 13.600 kg;
- peso dell'elemento inferiore circa 6.000 kg.

#### 8° - Installazione per cannoni da 75/27 con settore orizzontale di 16° e di 32°
Recenti esperienze dirette a stabilire se l'installazione 74/906 del tipo tav. 2ª, alleg. 2º alla circ. 200, risponda alle necessità di impiego hanno consigliato di rinunciare senz'altro all'adozione di tale tipo di installazione.

Di conseguenza è stato deciso di adottare nelle caverne l'installazione tipo tav. 1ª, i cui particolari costruttivi e precedenti esperienze assicurano un buon funzionamento con settore orizzontale di 300°° cioè 16°.

È in istudio un secondo tipo analogo con un settore orizzontale di 500°° cioè 32° circa.

#### 9° - Aerazione, ventilazione e ricambio d'aria nelle opere permanenti
Il problema dell'aerazione, ventilazione e ricambio dell'aria nelle opere permanenti ha carattere di grande importanza. Gli enti tecnici compilatori dei progetti di difesa dovranno quindi tenerne conto fin dall'inizio degli studi.

Le disposizioni dei locali delle opere e le loro relazioni altimetriche sono talmente variabili che non si possono fornire norme precise
per i mezzi di ventilazione. In linea generale si dovrà:
1. Compartimentare le opere in diversi gruppi di locali e rendere ermetici i gruppi stessi per mezzo di porte munite di chiusure rapidamente manovrabili.
Ogni accesso ai ricoveri dovrà avere due porte distanziate di un metro allo scopo di permettere la permanenza fra esse di uno o due uomini.
Negli ingressi alle opere sarà bene porre le porte ad una distanza di almeno 2,5 m tra di loro, per consentire la sosta di un ferito in barella.
2. Dare una capacità di 3 metri cubi per uomo ai ricoveri di truppe di contrattacco (come previsto dalla circolare 200) per permettere la vita degli uomini senza bisogno di aerazione artificiale per un tempo non inferiore ad un'ora; di 5 metri cubi per uomo ai ricoveri nei quali la permanenza non ha carattere provvisorio, (come nei centri di resistenza) per permettervi la vita per un tempo superiore alle ore una e mezzo
3. Dotare di impianto di rigenerazione d'aria tutte le opere che possano essere sottoposte ad un tiro prolungato di artiglieria, per permettere la vita degli uomini per altre 9-12 ore, mediante l'uso di capsule assorbenti l'anidride carbonica e di bombole di ossigeno per la rigenerazione dell'aria.
4. Dotare le opere di impianto di ventilazione mediante ventilatori capaci di aspirare aria esterna attraverso filtri speciali e di espellere all'esterno l'aria non più respirabile.
Le bocche d'accesso dell'aria pura saranno preferibilmente aperte in luoghi non soleggiati ma aerati, dove la sosta dei gas sia difficile. Quelle di sbocco è invece utile disporle in luoghi soleggiati e poco aerati. Ogni compartimento deve avere le proprie canne di aerazione.
Gli impianti dia aerazione e di ventilazione possono essere abbinati in modo da avere un unico ventilatore che faccia funzionare l'uno o l'altro mediante opportune saracinesche.
Nei centri di resistenza i ventilatori devono funzionare a mano; nelle batterie di artiglierie in caverna e negli sbarramenti stradali, aventi un notevole numero di locali e un grande sviluppo di gallerie, l'impianto può essere centralizzato a mezzo di ventilatori da fare funzionare con gruppi elettrogeni. In questi casi però è necessario rendere possibile, in caso di guasto dell'elettroventilatore, il funzionamento a mano degli impianti interni dei vari compartimenti indipendentemente l'uno dall'altro, a mezzo di un opportuno impianto di tubazioni di collegamento e di saracinesche.
Nello studio di tali impianti centralizzati si dovrà tenere conto della lunghezza delle gallerie e dei corridoi, delle dimensioni dei ricoveri e dei locali annessi, della quota dei ricoveri e delle casematte rispetto all'imbocco e si dovrà inoltre considerare che nelle casematte di artiglieria è utile poter rinnovare, in un tempo in rapporto diretto con la celerità di tiro, tutta l'aria in esse contenuta (si può ritenere che con una velocità di dieci colpi al minuto per i cannoni da 75/27, occorre rinnovare in un minuto primo tutta l'aria della casamatta).